# Quãng đường tự do
Quãng đường tự do (trung bình) là một đại lượng vật lý có đơn vị độ dài m, đặc trưng cho quãng đường trung bình mà một hạt (phân tử, nguyên tử, chất điểm,...) chuyển động mà không xảy ra bất kì va chạm nào với các hạt khác. Nó thường được ký hiệu là {\displaystyle \lambda \!\ }

## Mô hình chất khí
Xét mô hình chất khí được tạo thành từ các phân tử là các quả cầu nhỏ cứng tuyệt đối đường kính d, mật độ n và vận tốc chuyển động là {\displaystyle \mathbf {\xi } _{1}}. Các phân tử khí này gọi là phân tử trường.
Một phân tử mẫu trong khối khí đang xét chuyển động với vận tốc {\displaystyle \mathbf {\xi } }. Vận tốc tương đối của nó với khối khí là {\displaystyle {\vec {g}}={\vec {\xi }}-{\vec {\xi }}_{1}}. Trong một đơn vị thời gian phân tử mẫu này sẽ va chạm với tất các cả phân tử trường khác có tâm nằm trong hình trụ với diện tích đáy là {\displaystyle \sigma =\pi d^{2}\!\ } và chiều cao bằng độ lớn của vận tốc tương đối {\displaystyle g\!\ }.
Tổng số lần va chạm là:
{\displaystyle \nu =\sigma gn(1).\!\ }
Giá trị này được gọi là tần số va chạm. Thời gian trung bình giữa hai lần va chạm liên tiếp sẽ bằng nghịch đạo tần số va chạm, vì thế ta có:
{\displaystyle \tau ={\frac {1}{\nu }}}
Sau khoảng thời gian này, phân tử thử mẫu đi được đoạn đường tương ứng là {\displaystyle \xi /\nu \!\ }. Quãng đường này được gọi là quãng đường tự do của phân tử.
Từ {\displaystyle (1)\!\ } ta có:
{\displaystyle \lambda ={\frac {\xi }{\sigma gn}}(2).}
Không mất tính tổng quát, có thể giả sử chất khí đứng yên, khi đó {\displaystyle \mathbf {\xi } _{1}=0} và {\displaystyle g=\xi \!\ }. Từ {\displaystyle (2)\!\ } ta có:
{\displaystyle \lambda ={\frac {\xi }{\sigma \xi n}}={\frac {1}{\pi d^{2}n}}}

## Đánh giá độ dài tự do cho không khí ở điều kiện thường
Đường kính phân tử thường cỡ 1 Å Ångström, tức là 10 −8 cm. Ở điều kiện tiêu chuẩn, {\displaystyle n\sim 10^{-19}\!\ } cm^-3, {\displaystyle \xi \sim 5.10^{4}\!\ } cms^-1. Từ đó ta có các giá trị xấp xỉ sau:
{\displaystyle \lambda \sim 10^{-5}\!\ } cm
{\displaystyle \tau \sim 10^{-9}\!\ } s